# 大人
大人（おとな、乙名）とは、
- 十分に成長した人[2]。成人。
- 考え方や態度が十分に成熟していること。思慮分別があること[2]。

一般に「子供（こども）」という表現と対比されている。

## 概説
「大」と「人」という文字を組み合わせている。対比される状態は、基本的には「大人」は「子供」と表記するが、「小人」と表記することもある。
「大人」は基本的には成長した人、ということであるが、単に年齢や身体の状態だけに着目して言うのか、精神状態にも着目するのか、という違いによって「大人」の意味内容が異なることになる。
「大人らしい」「大人っぽい」と言うと、精神状態や「ものの見方」が大人になっている、という意味である。「子供くさい」や「子供っぽい」と対比的に用いられる。

### 年齢、身体
かつて戦国時代の日本では、武士の子は12歳か13歳ころには元服し、「大人」としての覚悟・振る舞いが求められた。
現代日本では、（分野ごと、文脈ごとにいくつか考え方があるが）形式的には、例えば18歳や20歳などで線引きをして、その年齢以上の人を「大人」に分類することが行われている。
公共交通機関での扱いは、運賃については、中学校入学の4月以降を「大人」として扱い、それ以前の3月末までを「小人」として扱う。タクシーには小人運賃がないが、乗車人数上は「12歳未満」の小人3人を大人2人分と勘定する。

### 精神的な成熟
辞書の説明では、考え方や態度が十分に成熟していること、思慮分別があること、としている。別の表現では、目先のことだけに感情的に反応したり単細胞的に反応したりせず、長期的・大局的なことを見失わず理性的な判断ができる状態、とも言える。
また、「子供」というのが依存状態にあるのと対比して、自立的に行動できる状態とすることもある。また、「子供」というのは、自分のやったこと（やらかしたこと）の後始末も自分でできず親に「尻拭い」をしてもらう状態であるのに対して、「大人」は自身のやったことについてはしっかりと自分自身で後始末をするなど自分の行動に責任の持てる人のことを指す場合もある。「子供」は往々にして無軌道で、衝動的で、自分の行動を律することができないのに対して、「大人」は自分を律することができる人（自律できる人）、というニュアンスになることもある。

### 分野別
公共交通機関の運賃では中学入学（つまり13歳前後）で「大人」と「小人」を線引きすることは前述の通り。
アパレル・ファッション関係などでは、英語（カタカナ語）の「アダルト」を好んで使う。子供服に対して成人向け衣類を指す。成熟した雰囲気のデザインについても用いることがある。
また「アダルト」の語は「成人向け」としての意味でも使われ、「アダルトビデオ」や「アダルトサイト」などのようにも使われることがある。

## 境界領域、境界の変化
「子供」と呼ぶには成長しているが、まだ大人になる手前の段階のことや、なりたての大人の状態のことなどを「青年」と言う。
最近の日本語では、子供と大人の中間的な段階の人を「ヤングアダルト」などともいう。
現代では、年齢を重ねても精神的な成長がともなわない人が増えてきていることがしばしば指摘されている。特に日本では、2000年代以降、いい年になった人達が、端から見ると幼稚で浅はかにも思える事件を起こし、メディアで報道されることも増えてきている。
年齢的には「大人」に分類されるような年齢になっているにもかかわらず、精神的には子供の状態にとどまったままの人を英語では「kidult キダルト」などと言う。年齢的には大人でありながら容姿や行動が子供のような人を日本語では「父ちゃん坊や」（とっちゃんぼうや）とも言う。
（やや通俗的な分析ではあるが）年齢的には大人でありながら精神的に子供同然にとどまっている状態をパーソナリティ障害のひとつとしてとらえ「ピーターパン症候群」として分析する者もいる。
イタリアやフランスなどヨーロッパの国では、（失業率のあまりの高さの悪影響で）20歳を超えても仕事に就くこともできず、自然の流れ（必然）として親と同居し生活費など経済的に親にすっかり依存したままになってしまい、その結果、精神的にも「親離れ」できない人が相当に増えていて、社会問題とされることがある。日本でも「パラサイト中年」などの問題が存在する。
また、先述の「大人になれない大人」の増加の原因の一つとして、早い段階から「お節介」のレベルを越えて、親が子供の行動や思考にいちいち介入し、自発的な意思を摘むことで、子の考える力が育たず、結果としてその子の持つ可能性を奪っている場合がある（過干渉）。当然の話ではあるが、親は通常子よりも早く死亡するので、このようなことをずっとやっていると、やがて親が死亡した際、遺された子供が一人で生きてゆくことができなくなる可能性が出てくる。現代では、教育者としての親の資質も厳しく問われている。